# Момчило Рајин
Момчило „Мома” Рајин (Бела Црква, 23. фебруар 1954) српски је ликовни и музички критичар, теоретичар и историчар, уметник и издавач.

## Биографија
Дипломирао је 1978. на Филозофском факултету у Београду, на катедри за историју уметности радом „Рок графика”. Живи и ради у Београду.
Утицајан је као критичар и теоретичар културе и уметности, али и као уредник или издавач значајних југословенских часописа за културу: Џубокс и Ритам (поп-рок музика), Ју стрип (стрип) и Момент (савремене ликовне уметности) и других.
Сматрају га за једног од кључних људи музичког Новог таласа у Југославији, јер је као уредник, организатор и критичар подржао крајем седамдесетих и почетком осамдесетих тада младе саставе као што су „Идоли”, „Електрични оргазам” и „Шарло Акробата”.
Од великог је значаја и за савремени српски и југословенски стрип, јер је као уредник и издавач утицао на ране каријере стваралаца као што су Зоран Јањетов, Рајко Милошевић — Гера, Зоран Туцић, Дејан Ненадов, Дарко Перовић, Вујадин Радовановић, Раде Товладијац и др.
Био је члан уметничке групе „Aux maniere” са Слободаном Шајином (1982—1986).